# Hukeri
Hukeri é uma panchayat (vila) no distrito de Belgaum, no estado indiano de Karnataka.

## Geografia
Hukeri está localizada a 16° 14′ N, 74° 36′ L. Tem uma altitude média de 631 metros (2070 pés).

## Demografia
Segundo o censo de 2001, Hukeri tinha uma população de 19 906 habitantes. Os indivíduos do sexo masculino constituem 51% da população e os do sexo feminino 49%. Hukeri tem uma taxa de literacia de 63%, superior à média nacional de 59,5%: a literacia no sexo masculino é de 72% e no sexo feminino é de 55%. Em Hukeri, 14% da população está abaixo dos 6 anos de idade.